# Robin de Ruiter
Pour les articles homonymes, voir Ruiter.
Robin de Ruiter (Enschede, 1951) est un essayiste et théoricien du complot néerlandais. Il habite en Espagne.

## Biographie
De Ruiter est né à Enschede (Pays-Bas) le 6 mars 1951, où il a passé la majeure partie de son adolescence. Puis il a accompagné ses parents en Espagne où il a étudié (entre autres) la théologie, l’histoire et l’espagnol (licences en 1974 et 1975). Il mène actuellement une vie retirée en Équateur.
De Ruiter a commencé sa carrière comme rédacteur pigiste pour des revues espagnoles dans le domaine de la politique et de la religion. Ces publications ont commencé à lui valoir une certaine notoriété à la fois en Amérique latine et en Europe. Son livre The Hidden Power behind the Terrorist Attacks of Sep-tember 11, 2001 lui a assuré un succès plus large et a attiré l'attention d'un public cosmopolite. Aux Pays-Bas, ce livre a reçu le 2005 annual « Frontier Award ».
En Espagne il étudie la théologie et l'histoire. Il est par la suite journaliste indépendant. Il est connu pour avoir infiltré les témoins de Jéhovah durant quelques années ainsi que pour ses critiques du mouvement, qui ont nourri les controverses liées aux Témoins de Jéhovah. Ses ouvrages sont traduits en anglais, français, italien, allemand, serbe, espagnol et tchèque.

## Publications
(juin 2021).
En hollandais
- De 13 Satanische bloedlijnen - De oorzaak van veel ellende en kwaad op aarde. Coauteur Fritz Springmeier, Mayra Publications, Enschede,  (ISBN 9789080162396) (2008)
- De Protocollen van de Wijzen van Sion - Ontsluierd. Mayra Publications, Enschede,  (ISBN 9789080162372) (2007)
- Het Joegoslavië Tribunaal – De vermoorde onschuld van Slobodan Milosevic. Mayra Publications, Enschede,  (ISBN 9080162353) (2006)
- George W. Bush en de mythe van al-Qaida - De verborgen macht achter de terroristische aanslagen van 11 september 2001. Mayra Publications, Enschede,  (ISBN 9080162337) (2005)
- De verborgen macht achter de Jehovah's Getuigen. Mayra Publications, Enschede,  (ISBN 9060678850) (1994)
- De 13 Satanische bloedlijnen - Wegbereiders van de Antichrist. Mayra Publications, Enschede,  (ISBN 9080162345) (1989)

En français
- Les 13 lignées sataniques, éditions des Cimes.
- Témoins de Jéhovah, les missionnaires de Satan, avec Laurent Glauzy.
- Livre jaune n°7, éditions Félix, 2004,  (ISBN 9990375135)